# Jarosław Kundera
Jarosław Kundera – polski ekonomista, dr hab. nauk ekonomicznych, profesor zwyczajny Instytutu Nauk Ekonomicznych Wydziału Prawa, Administracji i Ekonomii Uniwersytetu Wrocławskiego.

## Życiorys
15 listopada 1984 obronił pracę doktorską, 26 maja 1997 habilitował się na podstawie pracy zatytułowanej Liberalizacja obrotów gospodarczych w strefach wolnego handlu. 16 lipca 2015 nadano mu tytuł profesora w zakresie nauk ekonomicznych. Pracował na stanowisku profesora nadzwyczajnego w Instytucie Administracji i Turystyki na Wydziale Zamiejscowym w Sulechowie Uniwersytetu Zielonogórskiego.
Jest profesorem zwyczajnym w Instytucie Nauk Ekonomicznych na Wydziale Prawa, Administracji i Ekonomii Uniwersytetu Wrocławskiego.
Był dyrektorem  Instytutu Nauk Ekonomicznych Wydziału Prawa, Administracji i Ekonomii Uniwersytetu Wrocławskiego.